# Rons week
Rons week（ロンズウィーク）は、シンガーソングライターHONAMIとMASAMIの2人により結成された音楽ユニット。
2020年7月に結成。
コンセプトは「たわいもない瞬間にメロディを載せて」。

## 人物
HONAMI
- ボーカル、ギター。
- 1998年2月18日生まれ、石川県出身。
- 趣味は料理、漫画。
- 一言コメント：笑顔が似合う人になりたくて、音楽も趣味も大好きなことを全力でやっています。皆さんにも、この大好きが伝わると嬉しいです。

MASAMI
- ボーカル、キーボード。
- 1998年2月17日生まれ、茨城県出身。
- 趣味は美容、映画鑑賞、ジム。
- 一言コメント：自分に自信を持てるように、音楽を通して自分を変えたい。そして常に自分を磨き続けたい。沢山の人に笑顔と勇気を与えたいです。

## 作品
アルバム
| #  | タイトル | アーティスト | 発売日         | 販売形態 | 備考   |
| -- | -------- | ------------ | -------------- | -------- | ------ |
| 01 | Find it  | Rons week    | 2023年06月10日 | CD       | 全11曲 |

EP
| #  | タイトル | アーティスト | 発売日 | 販売形態 | 備考  |
| -- | -------- | ------------ | ------ | -------- | ----- |
| 01 | REMAKE   | Rons week    | 2021年 |          | 全6曲 |
| 02 | サイクル | Rons week    | 2022年 |          | 全5曲 |

シングル
| #  | タイトル     | アーティスト                | 発売日 | 販売形態 | 備考  |
| -- | ------------ | --------------------------- | ------ | -------- | ----- |
| 01 | ヒカレ       | Rons week                   | 2020年 |          | 全2曲 |
| 02 | ほろよい     | Rons week                   | 2020年 |          | 全2曲 |
| 03 | pyapyupyo    | Rons week                   | 2021年 |          | 全3曲 |
| 04 | ほどいて、   | Rons week（feat. 重永柊弥） | 2021年 |          | 全1曲 |
| 05 | 心音         | Rons week                   | 2022年 |          | 全1曲 |
| 06 | それでいいの | Rons week                   | 2022年 |          | 全1曲 |
| 07 | ねぇ         | Rons week                   | 2022年 |          | 全1曲 |
| 08 | comical      | Rons week                   | 2022年 |          | 全1曲 |
| 09 | Find it      | Rons week                   | 2023年 |          | 全1曲 |
| 10 | Hang out     | Rons week                   | 2023年 |          | 全1曲 |
| 11 | Deep breath  | Rons week                   | 2023年 |          | 全1曲 |
| 12 | WEEKDAYS     | Rons week                   | 2023年 |          | 全1曲 |

## 活動
- 2021年
  - クラウドファンディング　140%で目標金額達成[2]
  - カーステージラッシュ　CMソング　楽曲制作、作詞担当
  - 音魂ぐらんぷり2021　「One more time」特別賞受賞
- 2022年
  - 3月 テレビ朝日「あざとくて何が悪いの?」 - 「相談相手」番組BGM起用
  - 5月 AWA LOUNGE  - 毎週木曜日レギュラー 配信中
  - 6月 Rons week ファンクラブ「Rons&」開設
  - 8月 TikTok 短編ドラマ「ねぇ」配信
- 2023年
  - OTONOVA2023 - グランプリファイナル進出